# Łukasz Łapszyński
Łukasz Łapszyński (ur. 23 września 1993 w Brzegu) – polski siatkarz, grający na pozycji przyjmującego, dwukrotny mistrz Polski juniorów z 2010 i 2011 roku. Absolwent SMS-u w Spale. 

## Życie prywatne
W styczniu 2014 roku oddał szpik 8-letniej dziewczynce.

## Sukcesy klubowe
Mistrzostwa Polski Kadetów:
- 2008

Mistrzostwa Polski Juniorów:
- 2010, 2011

Mistrzostwo II ligi:
- 2012

Mistrzostwo I ligi:
- 2025[7]
- 2013, 2014